# Anuna De Weverová
Anuna De Weverová (* 16. červen 2001) je belgická klimatická aktivistka a jedna vůdčích osobností Školních stávek pro klima v Belgii.

## Život a aktivismus
De Weverová se narodila v Mortselu v Belgii. Společně s Kyrou Gantoisovou a Adélaïde Charlierovou se stala jednou z vůdčích osobností hnutí Školních stávek pro klima v Belgii. Od února do května 2019 měla trojice týdenní sloupek v časopise HUMO.
V návaznosti na školní stávky v Belgii byla flanderská ministryně životního prostředí Joke Schauvliege nucena odstoupit poté, co nepravdivě tvrdila, že Belgická státní bezpečnostní služba měla informace, které naznačovaly, že klimatická stávka byla spiknutím proti ní.
V srpnu 2019 vedly osobní rozdíly ve hnutí Youth for Climate k odchodu spoluzakladatelky Kyry Gantoisové.
V roce 2019 se De Weverová objevila na hudebním festivalu Pukkelpop, kde se pokusila zaujmout publikum, aby upozornila na klimatickou krizi. Toto vystoupení vyprovokovalo některé návštěvníky festivalu, kteří následně ji a její přátele obtěžovali, házeli po nich lahve naplněné močí, vyhrožovali smrtí a zničili jejich stan, čímž přinutili ochranku zasáhnout.
V říjnu 2019 byla De Weverová jedna z nejmladších členů posádky lodi Regina Maris, která se plavila do Chile na Konferenci OSN o změně klimatu 2019.
V únoru 2020, poté co se vrátila z Jižní Ameriky, se stala stážistkou v Evropské svobodné alianci v Evropském parlamentu, aniž by se stala členkou strany.
De Weverová se identifikuje jako nebinární.

## Ocenění
V květnu 2019 získala De Weverová, společně s Kyrou Gantoisovou, cenu Ark Prize of the Free Word.
V září 2019 přebrala De Weverová a Adélaïde Charlierovou cenu od Amnesty International Belgium's Ambassador of Consicience Award jménem hnutí Youth for Climate.